# Johann Cassar
Johann Cassar (* 8. Oktober 1724 in Kaisersteinbruch, Westungarn, heute Burgenland; † nach 1785 in Bruck an der Leitha) war ein österreichischer Steinmetzmeister und Bildhauer des Barock.

## Leben und Wirken
Durch die Bautätigkeit von Kaiser Karl VI. nach der überstandenen Pest und von Prinz Eugen von Savoyen als dem Sieger von Belgrad, gab es im kaiserlichen Steinbruch genügend Arbeit, Großaufträge wie die Wiener Karlskirche, die dritte Bauetappe des Stadtpalais des Prinzen Eugen, das Obere Schloss Belvedere, der Hochaltar der Kaisersteinbrucher Kirche von der Steinmetzbruderschaft gestiftet, all dies leitete und organisierte der Hofsteinmetz Elias Hügel.

## Familie
Der Vater Joseph Cassar war ein Steinmetzgeselle aus Schönstein im „Windischland“, heute Šoštanj in Slowenien, er kam zu den Steinbrüchen am Leithagebirge. Mit Gertrude Zogglerin, Tochter eines Innsbrucker Jägers gründete er hier seine Familie, am 29. Jänner 1719 heirateten sie und am 8. Oktober 1724 Sohn Johann geboren. Die Mutter starb 1734 in seinem 10. Lebensjahr am Kindbettfieber, der Vater heiratete im selben Jahr die böhmische Weberstochter Eva Ponitschin.
Der jüngere Bruder Leopold, 1730 geboren, lernte 1743 bei Meister Elias Hügel und ist bereits 1764 als Meister der Kaisersteinbrucher Bruderschaft dokumentiert.

### Lehre
Im Herbst 1738 nahm ihn Meister Hügel als Lehrling auf, die Freisprechung zum Gesellen erfolgte 1743. In diesen Jahren kamen die Erweiterung und Barockisierung der Kaisersteinbrucher Kirche zu ihrem Abschluss, die Steinarbeiten der Turmfassade mit dem geschwungenen Giebel leitete der einstige Hügel-Lehrling Johann Baptist Regondi, der letzte Italiener im Steinbruch.

### Heirat
1750 heiratete Johann die junge Witwe Eva Rummlin, beider Eltern waren inzwischen verstorben. Sein Ziel war es, hier im Zentrum der hohen Steinmetzkunst nahe der Residenzstadt Wien, ein Meister der Kaisersteinbrucher Bruderschaft zu werden. 1761 starb Ehefrau Eva. Er verließ Kaisersteinbruch.

### Meister in Winden, zur Kaisersteinbrucher Viertellade gehörig
Johann Cassar verfügte sich ins benachbarte Winden am See, an der Südseite des Leithagebirges gelegen. Winden, das auch zur Herrschaft des Stiftes Heiligenkreuz gehörte, war der Viertellade Kaisersteinbruch incorporiert. 1765 finden wir ihn dort als Meister.
Johann Kassar verheiratete sich am 11. November 1774 in Bruck an der Leitha mit Elisabeth Weichartin, Witwe und Steinmetzmeisterin allhier. Sie wohnten im Haus Nr. 3. Elisabeth Kassarin, bürgerliche Steinmetzmeisterin starb am 3. Dezember 1784 mit 54 Jahren

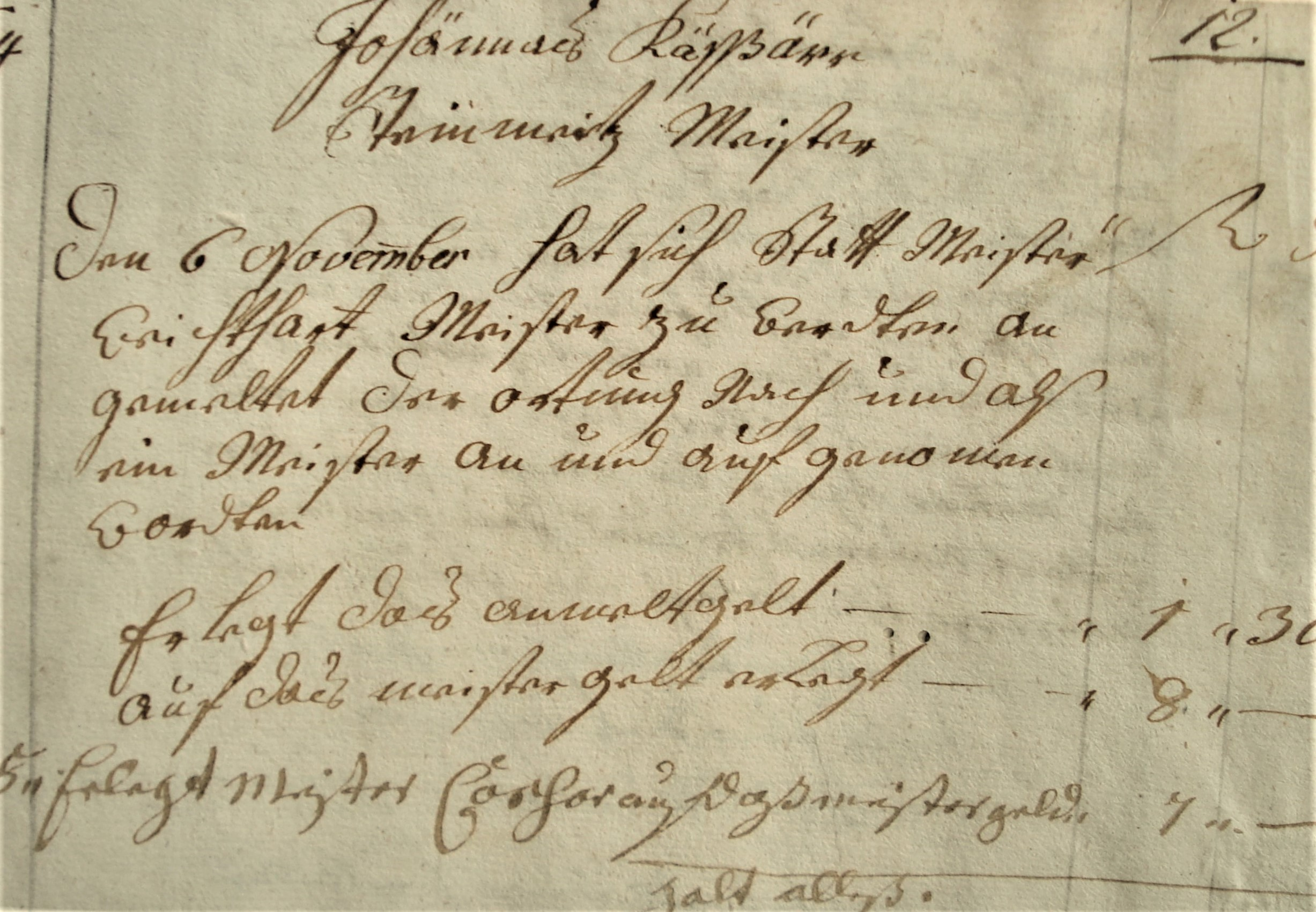
Johannes Kassar heiratete 1774 die Witwe des Brucker Steinmetzmeisters Weichardt, wurde selbst Steinmetzmeister in Bruck an der Leitha

### Brucker Bürger und Meister der dortigen Viertellade
Johann Cassar wurde 1774 Bürger von Bruck an der Leitha. 1775 erlegt Cassar das Meistergeld von 7 Gulden. Als Meister der Viertellade Bruck bildet er einige Kaisersteinbrucher Lehrjungen zu Gesellen aus: 1775 Franz Xaver Radschödl, 1776 den Bruder Andreas Radschödl, 1782 Joseph Markowitsch, 1785 Philipp Kraus.

## Archivalien
- Stift Heiligenkreuzer Archiv, Kaisersteinbruch, Rubrik 51/VII/2b. Kirchenbücher, Register, Steinmetz
- Bruck an der Leitha Stadtarchiv, Viertellade des Steinmetzhandwerkes, Johann Cassar.